# Qamdo (prefekturhuvudort i Kina)
Qamdo (kinesiska: Changdu, 昌都) är en prefekturhuvudort i Kina. Den ligger i den autonoma regionen Tibet, i den sydvästra delen av landet, omkring 600 kilometer öster om regionhuvudstaden Lhasa.
Runt Qamdo är det glesbefolkat, med 8 invånare per kvadratkilometer. Det finns inga andra samhällen i närheten. Trakten runt Qamdo består i huvudsak av gräsmarker.
Genomsnittlig årsnederbörd är 740 millimeter. Den regnigaste månaden är juli, med i genomsnitt 187 mm nederbörd, och den torraste är december, med 2 mm nederbörd.